# 威爾遜質數
質數{\displaystyle p}為威爾遜質數，如果
{\displaystyle (p-1)!\equiv -1{\pmod {p^{2}}}}。
即 {\displaystyle (p-1)!+1} 可被{\displaystyle p^{2}}  整除，這和說明每個質數 {\displaystyle p} 都能整除 {\displaystyle (p-1)!+1} 的威尔逊定理有關。
現時所知的威爾遜質數只有5、13和563（OEIS:A007540），若還有其他這類質數，必然大於{\displaystyle 5\times 10^{8}}。